# Alexander (álbum)
Alexander es la banda sonora creada por Vangelis para el film del mismo nombre, realizado por Oliver Stone en 2004.

## Detalles
La película de Stone retrata la mítica figura de Alejandro Magno, a través de una mega-producción épica de Hollywood, con Colin Farrell, Angelina Jolie, Val Kilmer y Anthony Hopkins en los papeles centrales.
La música de Vangelis aporta el adecuado fondo sonoro, que conjuga lo clásico con lo electrónico y lo grandilocuente.
Al igual que en su anterior álbum Mythodea, vuelve a utilizar aquí una orquesta, con arreglos que aparecen en interacción espectacular con las escenas del film, combinando lo incidental y orquestado, con sonidos de sabor mediterráneo, oriental y balcánico.
La destacada violinista Vanessa-Mae participa como invitada en un tema del álbum, mientras que los cantantes líricos Irina Valentinova-Karpouchina y Konstantinos Paliatsaras prestan sus voces a distintos temas del disco.

## Lista de temas
1. "Introduction" – 1:32
2. "Young Alexander" – 1:36
3. "Titans" – 3:59
4. "The Drums of Gaugamela" – 5:20
5. "One Morning at Pella" – 2:11
6. "Roxane's Dance" – 3:25
7. "Eastern Path" – 2:58
8. "Gardens of Delight" – 5:24
9. "Roxane's Veil" – 4:40
10. "Bagoas' Dance" – 2:29
11. "The Charge" – 1:41
12. "Preparation" – 1:42
13. "Across the Mountains" – 4:12
14. "Chant" – 1:38
15. "Immortality" – 3:18
16. "Dream of Babylon" – 2:41
17. "Eternal Alexander" – 4:37
18. "Tender Memories" – 2:59

## Personal
- Vangelis - autor, arreglador, intérprete, productor
- Vanessa-Mae - violín en track 9
- Irina Valentinova-Karpouchina - voz en tracks 8, 9
- Konstantinos Paliatsaras - voz en track 9
- Vahan Galstian - duduk en track 7
- Ensamble Polifónico de Epiro - voces en track 4
- Nic Raine - director orquestal